# Panteó modernista de Marià Vayreda
El Panteó modernista de Marià Vayreda és una obra d'Olot (Garrotxa).

## Descripció
El conjunt està format per una creu de Malta amb un rectangle a la part central i amb acabaments lobulats. A la part central hi ha la làpida en bronze, ornada amb flors i fullatges estilitzats. Els quatre braços de la creu porten les següents decoracions: les inicials D O M, l'escut de Catalunya, les inicials P X J, un escut partit amb l'Agnus Dei i dues franges amb tres estrelles de vuit puntes. El conjunt és tancat per quatre pilastres de pedra i reixes de ferro formant grans llaçades.

## Història
Marià Vayreda, germà del paisatgisme Joaquim i del botànic Estanislau va morir a Barcelona l'any 1903. Celestí Devesa va dissenyar l'any 1905 el seu sepulcre i la làpida en bronze va ser fosa als tallers de Can Barberí d'Olot.